# رالف بي لوي
رالف بي لوي (بالإنجليزية: Ralph P. Lowe)‏ هو قاضي ومحامي أمريكي، ولد في 27 نوفمبر 1805 في مقاطعة وارن في الولايات المتحدة، وتوفي في 22 ديسمبر 1883 في واشنطن العاصمة في الولايات المتحدة.